# Saint-Barthélemy-le-Meil
Saint-Barthélemy-le-Meil település Franciaországban, Ardèche megyében. Lakosainak száma 203 fő (2022. január 1.). Saint-Barthélemy-le-Meil Beauvène, Saint-Christol, Saint-Michel-d’Aurance és Belsentes községekkel határos.

## Népesség
A település népessége az elmúlt években az alábbi módon változott:
| Lakosok száma | 285  | 229  | 223  | 211  | 201  | 196  | 195  | 199  | 201  | 203  |
|               | 1968 | 1982 | 1990 | 2006 | 2013 | 2015 | 2017 | 2019 | 2020 | 2022 |